# NGC 5109
NGC 5109 (również NGC 5113 lub PGC 46589) – galaktyka spiralna (Sbc), znajdująca się w gwiazdozbiorze Wielkiej Niedźwiedzicy. Jest to galaktyka o niskiej jasności powierzchniowej.
Odkrył ją William Herschel 24 kwietnia 1789 roku. Ponownie zaobserwował ją 17 marca 1790 roku, lecz uznał, że to inny obiekt i skatalogował ją po raz drugi. Te dwie obserwacje zostały skatalogowane przez Dreyera w jego katalogu jako, odpowiednio, NGC 5113 i NGC 5109, choć z uwagą, że być może to ten sam obiekt.
Niektóre katalogi i bazy danych, np. SIMBAD jako NGC 5113 błędnie identyfikują znajdującą się nieopodal i słabiej widoczną galaktykę SBSG 1319+579.